# Ubajärv
Ubajärv (est. Ubajärv, Ubahaava järv, Pikkjärv) – jezioro w Estonii, w prowincji Võrumaa, w gminie Mõniste. Położone jest na północ od wsi Koemetsa. Ma powierzchnię 38,2 ha linię brzegową o długości 2949 m, długość 1550 m i szerokość 420 m. Sąsiaduje z jeziorami Ähijärv, Väikene Pehmejärv, Suur Pehmejärv, Perajärve. Położone jest na terenie Parku Narodowego Karula.